# اتانول دوتریومه
اتانول دوتریومه یا دوتریوم‌دار شده(به انگلیسی: Deuterated ethanol) (C2D5OD) شکلی از اتانول (C2H5OH) است که در آن اتم هیدروژن ("H") با ایزوتوپ  ("D") دوتریوم (هیدروژن سنگین) جایگزین می شود. اتانول دوتریومه یک حلال غیرمتداول در  طیف‌سنجی تشدید مغناطیسی هسته‌ای(NMR) است.